# حركة حقوق الرجال
حركة حقوق الرجال (Men's rights movement) هي حركة ظهرت في الغرب، هي واحدة من أكبر حركات الرجال وكانت جزء من حركة حرية الرجال حتى عقد السبعينات، حركة حقوق الرجال عُملت من قبل عدة مجموعات من ألذين يرون بأن الذكور يعانون من التمييز والظلم  ، وقد ركزت الحركة على عدة قضايا اجتماعية مثل قانون الأسرة وتربية الأبناء والتكاثر وقضايا الخدمات الحكومية في التعليم والتجنيد الإجباري والحماية الاجتماعية والقضايا الصحية وزيادة الإنتحار عند ذكور مقارنةً بالإناث، والتي يرون بأنها تمييز ضد الرجال.
يرى الخبراء أن حركة حقوق الرجال هي رد فعل لحركات نصرة المرأة  ، نشطاء حركة حقوق الرجل يرون بأن الرجل لديه قوة وامتياز وفائدة أكثر من النساء ويرون بأن حركات حقوق المرأة ذهبت بعيداً في مطالبها وبأنها أصبحت متعصبة ومؤذية ضد الرجال، وخصوصاً في المواضيع رعاية ودعم الأطفال وفي قسم تقسيم الثروات عند الطلاق بين الرجل والمرأة. أنتقدت هذه الحركة من قبل العديد من الناشطين والخبراء مثل مركز قانون الحاجة الجنوبي وألذين عرفوا بأن بعض من نشطاء هذه الحركة هم كارهين للنساء.
وقد وصف الباحثون حركة حقوق الرجل (أو بعض أجزائها) بأنّها ردّ فعلٍ عنيف على الحركات النسوية. [1]
انتقد مركز قانون الحاجة الجنوبي (Southern Poverty Law Center) ومجموعة شركاء البحوث السياسية (Political Research Associates) المطالباتِ التي نادت فيها حركة حقوق الرجل، والأنشطة المرتبطة بها واتّهمتها بالعنف والكراهيّة. قام مركز قانون الحاجة الجنوبي عام 2018 بتصنيف بعض مجموعات حركة حقوق الرجل على أنّها جزء من آيديولوجيّة الكراهية الناتجة عن فكرة النظام السلطويّ الأبوي وتفوّق الذكور، وقد وُصفت الحركة بقطّاعاتها المختلفة بأنّها كارهة للنساء، ويرى بعض الرجال أنّ ردود الأفعال السلبيّة السابقة ناتجة عن افتقاد الحركة للاستحقاقات والامتيازات الرسميّة.

## التاريخ
يعود أول ظهور لمصطلح «حقوق الرجال» لفبراير من عام 1856 من قبل مجلة بوتنام مجلة بوتنام، الفصل السابع، صفحة 38، ظهر المصطلح بعد ذلك في النمسا في فترة ما بين الحربين العالميتين، حيث تم تأسيس «اتحاد حقوق الرجال» عام 1926 وكان هدفه محاربة شعبية منظمات حقوق المرأة ، وفي سنة 1927 إنشقت حركة اتحاد إصلاح القانون العائلي والعالمي لحقوق الرجل عن حركة اتحاد حقوق الرجال  ، وأنشأت هذه الحركة صحيفة الحقوقيون الرجال وصحيفة الدفاع عن النفس وقد نشرت فيها أراء الكثير من المفكرين مثل هاينريش شورتز وأوتو فينينغر وجورج لانز فون لايبنفيلز وتوقفت المنظمة عن العمل في سنة 1939 بعد أن تمكن النازيين من حكم النمسا.

### الحركة
هذه الحركة إنفصلت من حركة حرية الرجال في أواسط عقد السبعينات من القرن الماضي، وإبتدأ الباحثون فيها يدرسون الأفكار والسياسات الأنثوية ، حركة حرية الرجال أقرت بقوة الرجال المؤسساتية وإلترمت بالمبادئ الذكورية التقليدية. في أواخر عقد 1970 في القرن الماضي بدأت حركة حرية الرجال تنقسم إلى إتجاهين، حركة تدعم الأنثوية مع حرية الرجل والمرأة الكاملة المتساوية وحركة أخرى مناهضة للإنثوية  ، وفي عقد 1980 و1990 عارضت حركة حقوق الرجال التغييرات السياسية والاجتماعية والتي كانت لصالح الأنثوية، ودافعوا عن التقاليد الجنسية والاجتماعية في العائلة والمدرسة وأماكن العمل  ، ورأى ناشطو حركة حقوق الرجال أن الرجال أصبحوا يُظطهدون  ، ويرون أن المجتمع والرجال أصبحوا يؤثنون بواسطة الحركات النسائية، الكاتبة الأسترالية ساره ماديسون في نقاشها مع ارين فاريل وهيرب غولدبرغ قالت: أن قوة الرجال وهمية، وأن القوة الحقيقية موجودة عند الإناث فهن من يقمن برعاية المجتمع والأجيال والأطفال.
أول وأكثر منظمات حقوق الرجال شهرة هي تحالف إصلاح سياسة الطلاق الأمريكية ، والتي أسسها ريتشارد دويل في سنة 1971  ، ومن هذه الحركة أيضاً تأسست حركة التحالف الوطني للرجال الأحرار في سنة 1977، في كولومبيا، ميريلاند في الولايات المتحدة ، تأسست حركات رجال أخرى في أماكن أخرى، ففي عقد 1990 في المملكة المتحدة تم تأسيس مجموعة يمينية عرفت حركة الرجال في المملكة المتحدة  ، وفي سنة 2005 تم تأسيس منظمة أنقذوا العائلة الهندية والتي كانت حركة رجالية تألفت من أكثر من 30 ألف عضو  ، في أوروبا الشرقية أيضاً تم تأسيس حركات لحقوق الرجال بعد انهيار ال وبروز السلطة المحافظة بقوة هناك ، وفي الولايات المتحدة دعمت حركة حقوق الرجال المحافظين الجدد  ، وأصبحت حركة حقوق الرجال تشكل ضغط سياسي داعم للحركات المحافظة  ، وأصبحت لحركاتهم تغطية إعلامية واسعة. وصارت للحركة أيضاً نشاطات على شبكة الإنترنت  ، ويختصون أكثر في إنتاج الفيديوهات على موقع يوتيوب  ، وأسسوا موقع صوت للرجل في سنة 2009  ، ومن أهم شخصياتها روش في الناشط في حركة حقوق الآباء وفي منظمة الرجال ألذين يذهبون إلى طريقهم الخاص  ، وأصبحوا يستخدمون شعار الحبة الحمراء والحبة الزرقاء المشهورة في فلم الماتريكس، في أستراليا أيضاً تم تأسيس حزب الآباء الغير وصائيين (لمساواة الأبوة) ، وفي إسرائيل تم تأسيس حزب حقوق الرجال في العائلة. معظم أعضاء مظمات حقوق الرجال في الولايات المتحدة هم رجال بيض ومتوسطي التعليم وذوي ميول جنسية طبيعية  ، أشهر أعضائها هم ارين فاريل وهيرب غولدبرغ [بحاجة لمصدر] والناشط في قضايا اختصاب الذكور ريتشارد دويل  والناشط في موقع صوت الرجل بول إيلم  وأسا بابر  ، العديد من النساء أيضاً عملن في هذه المنظمات مثل كريستينا هوف سومرز وهيلين سميث وإيرين بيزي.

### العلاقة مع الأنثوية
يرى الخبراء أن حركة حقوق الرجال هي ردة فعل ومناهضة للإنثوية (النسوية) ، ويرى بوب لينغارد وبيتر دوغلاس أن الجناح المحافظ في حركة حقوق الرجال هم مناهضين للأنثوية  ، خبير الذكوريات جوناثان ألان يعرف حركة حقوق الرجال بأنها حركة ناشطة في معارضة النساء والأنثوية حسب تعريفه وبأنهم ليس لديهم قواعد ونظريات مشتركة وثابتة في نشاطاتهم وأن هدفهم الرئيسي هو مناهضة الأنثوية والنساء.
نشاطات حركة حقوق الرجال تناهض الأنثوية في مبادئها وأفكارها  ، ويؤمن نشطاء حركة حقوق الرجال أنها أصبحت مؤذية للرجال  ، ويرون بأن الرجال والمجتمع أصبحوا ضحايا مبادئ ونشاطات الأنثويات والتأنيث  ، كما ترفض مجاميع حركة حقوق الرجال اهتمام الأنثوية بمشاكل الرجال  ، ويرى بعض حركة حقوق الرجال أن وجود الأنثوية هي مؤامرة لإخفاء وجود التمييز ضد الرجال.

### ردود الفعل/النقد
ينظر إلى حركة حقوق الرجال إلى كونها كارهة للنساء أو أن لديها ميول لذلك  ، يقول مركز قانون الحاجة الجنوبي أن بعض جهات حركة حقوق الرجال هي كارهة للنساء وتدعي بأنها هي الضحية.

## القضايا
حركة حقوق الرجال دخلت في عدة قضايا لتطالب فيها، فمثلاً حركة حقوق الآباء دخلت في عدة مطالبات في قضايا الطلاق وحضانة الأطفال. وتقول حركة حقوق الرجال أن مطالبها تستند على الكيل بمكيالين والمساواة الجنسية حسب كلام ألان جونسون 

### التبني
يطالب نشطاء حقوق الرجال بالسماح بحقوق أكثر بشأن تبني الرجال لأطفالهم  ، يقول وارين فاريل أن صعوبة إجراءات التبني عند الرجال هي بسبب أنهم لا يحبلون الأطفال، أما الأمهات فهن فهن من تحبلن الأطفال وتكون لها أسباب بيولوجية أقوى من أجل ترعى أطفالها وأكثر من الرجال، بينما يقول جيمس جيربا بأنه يتفق مع وارين فاريل أن للمرأة أسباب بيولوجية أفضل كي ترعى الأطفال، لكن هذا لا يعني بأن الرجل ليس أهلاً لرعاية الطفل.

### قوانين المهر
بعض منظمات حقوق الرجال مثل منظمة أنقذوا العائلة الهندية بأن النساء يسأن إستعمالهن لقانون موت المهر وحرق العروس  ، ويرون أن نظام المهر في الهند ضد الرجال  ، ويعترضون على المادة 498 في قانون العقوبات الهندي والتي يراها أفراد منظمة أنقذوا العائلة الهندية تحمي الزوجات من عدم دفع المهر لهن  ، وترى هذه المنظمة أن هذه القوانين يجب تعديلها وأن لا يتم إستغلالها من الزوجات في النزاعات الزوجية التافهة  ، وقد قال عدة رجال في الهند بأنهم يهددون من قبل زوجاتهن بإدخالهم إلى السجن بسبب قوانين المهر.

### رعاية الطفل
من أكثر القضايا التي تركز عليها حركة حقوق الرجال هي قوانين الأسرة، نشطاء حركة حقوق الرجال يرون أن قوانين محكمة الأسرة هي تمييز ضد الرجال، خصوصاً في الأمور التي تتعلق في رعاية الأطفال بعد الطلاق  ، نشطاء حركة حقوق الرجال يرون أن الرجال ليس لديهم نفس الحقوق أو حقوق متساوية وعادلة مع زوجاتهم السابقات بخصوص موضوع الأبوة المشتركة ورعاية الأطفال  ، نشطاء حركة حقوق الرجال أن رعاية الأطفال يجب أن تصبح مشتركة بين الأبوين المطلقين، وأن الزوجات ممكن أن يضغطوا على أزواجهم ويهدودهم بالطلاق بسبب هذه القوانين  ، بعض نشطاء حركة حقوق الرجال أن قوانين الأسرة تجعل من الآباء آباء حقيقيين وفي نفس الوقت تطالب الآباء بإعالة أطفالهم  ، وبعض النشطاء الآخرين يرون بأن قوانين الأسرة تسبب للرجال متلازمة الاغتراب الوالدي مما يجعلهم في المستقبل غير مهتمين بأطفالهم.
يرى النقاد والمعارضين أن هذه القوانين ليس فيها تمييز ضد الرجال  ، ويجادلون بأنه حسب الإحصائيات أغلبية الرجال ألذين يتطلقون لا يرغبون في رعاية أطفالهم ويتركونها للأمهات  ، ويرى النقاد بأن نشطاء حركة حقوق الرجال فقط يناشدون بتعديل القوانين بدون أن يحددوا ما هي تلك القوانين التي يجب أن تعدل  ، وتقول الأكاديمية ديبورا رود أن لو كان الآباء يودون رعاية أبنائهم بشكل جيد ودعمهم بالمال لربما كان القوانين تتغير إلى ما يطالبون به.

### الختان
يرى نشطاء حركة حقوق الرجال أن الختان هو انتهاك للصحة التناسلية عند الذكور، وينتقدون تجريم ختان الإناث بينما ختان الذكور مسموح  ، بينما ينقسم الأطباء والأكاديميين في خصوص ختان الذكور، فبعهضم يرون بأنها انتهاك ضد الذكور  وهناك أخرين لا يرون أن ختان الذكور فيه انتهاك لصحتهم.

### الطلاق
ناشطو حقوق الرجال بدئوا في الاعتراض على قوانين الطلاق منذ سنوات الستينات، ويرون أن قوانين الطلاق هي تمييز ضدهم وأنها لصالح الزوجات  ، ريتشارد دويل كتب رأيه في حركة حقوق الرجال في نشاطهم في مجال الطلاق ورعاية الأطفال: قال بأن محاكم الطلاق هي مثل أماكن لذبح الرجال، وأنها أماكن لكي يدفع الرجال أموال طائلة للمحامين وسرقة البنين والأموال من الرجال وبطرق غير دستورية... الرجال يعتبرون ضيوف في بيوتهم وهم فعالين فقط أثناء نزوات زوجاتهم، وبعد الطلاق تقوم الزوجات بأخذ بيوت أزواجهم وتأخذ نصف راتبه مدى حياته، وإذا لم يكونوا قادرين على الدفع يتم رميهم إلى السجون.
نشطاء حركة حقوق الرجال يرون بأن الرجال شعورياً أو لا شعورياً لا يودون الزواج بحبيباتهم ويسموه ضربة الزواج وذلك لأنهم سيخسرون العديد من المنافع بعد الزواج وسيكونون مهددين من قبل زوجاتهن عاطفياً ومالياً بالطلاق  ، بينما ترى غويندولين ليخمان تجدال بأن هذه القوانين هي لتقليل التمييز ضد النساء ولكي تبرر الطلاق وقوانين الرعاية.

### العنف المنزلي
يرى نشطاء حركة حقوق الرجال أن العنف المسلط عليهم من قبل النساء هو مشكلة، لكنه موضوع مهمل وقليل ما يعلن  ، والسبب أن العديد من الرجال يرفضون أن يصفوا أنفسهم أنهم ضحايا ، ويرون بأن النساء تكن عدوانيات بل أكثر عدوانية من الرجال في العلاقات ، وخصوصاً في المعاملات الجنسية بين الطرفين أثناء ممارسة الجنس ، ويستشهدون ببحث النزاع الجنسي من موراي ستراوس وريتشارد جيمس جيل ، نشطاء حركة حقوق الرجال يقولون أيضاً أن الأنظمة القضائية تقبل إدعاءات خاطئة بسهولة للنساء بخصوص العنف المنزلي من قبل الرجال ، بينما تعلق كريستينا هوف سومرس أن نشطاء يضخمون قضية العنف المسلط ضد الرجال من قبل النساء وتقول أن العنف موجود في كل الحالات وكل الظروف وليس في هذه الحالة فقط ، ينتقد نشطاء حركة الرجال الحمايات القانونية والأمنية من العنف ضد المرأة  بينما لا توجد قوانين لتحمي الذكور من العنف ، ويرون أن النظام القانوني يشجع النساء لممارسة العنف ضد الرجال.
في الجهة الأخرى رفض بعض النقاد كون العنف ضد الرجال مماثل للعنف ضد النساء ، وأن النساء أضعف من الرجال عادةً لذلك يحتجن إلى حماية قانونية وأمنية من العنف.

### التجنيد العسكريّ الإلزامي
جادل أتباع حركةِ حقوق الرجل بأنّ التجنيد العسكريّ الإلزاميّ المحصور بالرجال فقط هو خيرُ مثالٍ على التمييز ضدّ الرجال.
في عام 1971، رفع مجموعةٌ من الهاربين من الخدمة العسكرية الإلزامية في الولايات المّتحدّة دعوى قضائيّة جماعيّة تزعم أن التجنيد الخاصّ بالرجال فقط انتهك حقوق الرجل في الحماية المتساوية بموجب دستور الولايات المتحدة. عندما وصلت القضية -التي تحمل اسم روستكر ضد غولدبرغ Rostker v. Goldberg- إلى المحكمة العليا في عام 1981، كانت مدعومةً من قبل مجموعةِ حقوق الرجل ومجموعات نسوية متعدّدة، بما في ذلك المنظمة الوطنيّة للنّساء.
```
ومع ذلك، فقد أيّدت المحكمةُ العليا قانونَ الخدمة العسكريّة الإلزاميّة الانتقائيّة، والذي ينصّ على" كانت الحجّة على تسجيل النساء في الخدمة العسكرية الإلزاميّة مبنيّةً على اعتباراتِ الإنصاف بين الجنسين، ولكنّ 
الكونغرس
 مخوّل من خلال ممارسة صلاحيّاته الدستوريّة بأن يٌفَضّل الحاجة العسكريّة على "الإنصاف بين الجنسين" 
```

### الضمان الاجتماعي والتأمين
تدّعي مجموعات حقوق الرجل أنّ المرأة تتمتّع بضمانٍ اجتماعيّ ومزايا ضريبيّة أعلى من الرجل. ويقول الكاتب الأمريكي وارين فاريل Warren Farrell حول هذا الموضوع أنّ الرجال في الولايات المتّحدة يدفعون أموالأً أكثر للضّمان الاجتماعي، وتحصل النساء في المقابل على استحقاقاتٍ أكبر، ويؤكّد أنّه لم يتمّ بعد الاعتراف بالتمييز ضدّ الرجال في التأمين والمعاشات التقاعدية.

### الانتحار
يُشير نشطاء حقوق الرجل إلى أنّ معدّلات الانتحار لدى الرجال أعلى من نظيراتها لدى النساء. ففي الولايات المتّحدة على سبيل المثال يتراوح معدّل حالات الوفاة الناتجة عن الانتحار بين امرأة واحدة مقابل ثلاثة رجال 3:1 إلى امرأة واحدة مقابل عشرة رجال 10:1. ولكن بالمقابل فقد وجدت الدراسات تفوّقاً نسائيّاً في نِسب محاولات الانتحار أو الانتحار غير الكامل مقارنة مع حالات الانتحار الناجحة لدى الرجال. يُقال أنّ هذه الظاهرة التي يُطلق عليها «مفارقة الجنس والانتحار» تنتج عن استخدام الإناث لأساليب انتحار أقلَّ فتكاً مقارنة مع الأساليب المميتة التي يستخدمها الرجال.

### الامتياز النسائي
ترفص حركة حقوق الرجل المفهوم السائد الذي يدّعي وجود امتيازات للرجل لا تُحصّلها المرأة، تنقسم الحركة حول هذا المبدأ إلى مجموعتين اثنتين، فاعتبر جزء منهم أنّ الرجال والنساء متضرّرين على حدّ سواء من التمييز على أساس الجنس، والجزء الآخر ذهب أبعد من ذلك، فيعتقد هؤلاء أنّ المجتمع يحطّ من قيمة الرجل ويعطي امتيازاتاً أكبر للنساء.
رفض كونور وآخرون فكرة الامتياز النسائي، حيث وجدت الأبحاث التي أجريت منذ أوائل التسعينيّات أنّ ازدواجية المعايير في التعامل مع البشر بناءً على جنسهم لطالما كانت بدافعٍ خيّر، وهو ما يساهم في شعور النساء بالظلم.

### التشرد
يجادل المدافعون عن حقوق الرجل بأنّ التشرد قضية جنسانيّة. ففي بريطانيا مثلاً، معظم الأشخاص المشرّدين هم من الذكور. وأظهرت دراسة أجريت في عام 2018 على ثلاث أقسام للطوارئ في ولاية بنسلفانيا الأمريكيّة اختلافًا طفيفًا في عدد الرجال والنساء الذين أبلغوا عن أنفسهم كمشرّدين، ومع ذلك، لم تدّعي الدّراسة أنها تنقل وضع السكّان المشرّدين في الولايات المتّحدة ككلّ.